# Had-Sahary
Had-sahary est une commune située au nord-est de la wilaya de Djelfa en Algérie et compte environ 20 000 habitants.